# Sweet Water (Alabama)
Sweet Water es un pueblo ubicado en el condado de Marengo en el estado estadounidense de Alabama. En el censo de 2000, su población era de 234.

## Demografía
En el 2000 la renta per cápita promedia del hogar era de $ 50.781$, y el ingreso promedio para una familia era de 61.786$. El ingreso per cápita para la localidad era de 19.582$. Los hombres tenían un ingreso per cápita de 45.938$ contra 17.000$ para las mujeres.

## Geografía
Sweet Water está situado en 32°5′52″N 87°51′55″O / 32.09778, -87.86528 (32.097781, -87.865416).
Según la Oficina del Censo de los EE. UU., la ciudad tiene un área total de 1.97 millas cuadradas (5.09 km²).